# Rørbæk (parochie)
Rørbæk is een parochie van de Deense Volkskerk in de Deense gemeente Rebild. De parochie maakt deel uit van het bisdom Aalborg en telt 544 kerkleden op een bevolking van 558 (2004).
Historisch maakt de parochie deel uit van de herred Gislum. In 1970 werd de parochie opgenomen in de nieuw gevormde gemeente Nørager. Deze werd in 2007 toegevoegd aan de vergrote gemeente Rebild. 
Aarestrup · Bælum · Blenstrup · Buderup · Durup · Fræer · Gerding · Gravlev · Grynderup · Lyngby · Øster Hornum · Rørbæk · Siem · Skibsted · Skørping · Skørping Nykirke Kirkedistrikt · Solbjerg · Sønderup · Sørup · Stenild · Store Brøndum · Suldrup · Terndrup · Torup · Veggerby